# Early Morning Are You Working?
Early Morning Are You Working? är Honey Is Cools andra och sista studioalbum, utgivet 1999 på Rabid Records.
Från skivan släpptes singeln There's No Difference.

## Låtlista
Alla texter är skrivna av Karin Dreijer. All musik är skriven av Honey Is Cool.
1. "Early Morning Are You Working?" - 4:09
2. "Bolero" - 3:44
3. "Great and Smaller Things" - 4:47
4. "There's No Difference" - 3:59
5. "Summer of Men" - 2:50
6. "I Surprise" - 2:56
7. "Waiting for a Friend" - 3:23
8. "My Love Is a Bell" - 7:13
9. "Lead But Low" - 5:10
10. "Something Above the Mountains" - 4:00
11. "The Giraffe" - 4:42

## Inspelning och produktion
Early Morning Are You Working? spelades in i tre omgångar. Först i december 1998 i Bauhaus Studio, Göteborg och därefter i en sommarstuga på Tjörn och i Rub-a-Dub Studio i Stockholm. Båda sistnämnda sessionerna ägde rum i januari 1999. Skivan mixades i mars 1999 i Rub-a-Dub Studio, EMI Studio och MVG Studio, alla belägna i Stockholm. Skivan mastrades av Eskil Lövström i Tonteknik Studio, Umeå.
Producenter var Honey Is Cool, Jari Haapalainen och Pelle Gunnerfeldt.

## Personal
- Carl Larsson - synth
- Eskil Lövström - mastering
- Fredrik Wennerlund - trummor
- Jari Haapalainen - producent, gitarr, tamburin, handklapp, trummor
- John Jern - gitarr
- Karin Dreijer - gitarr, sång, design
- Pelle Gunnerfeldt - producent, inspelning, gitarr
- Peo Bengtsson - handklapp
- Staffan Larsson - bas, keyboards, bakgrundssång
- Stina Dreijer - handklapp

### Fotnoter
1. 1 2 3  ”Early Morning Are You Working?”. Discogs.com. http://www.discogs.com/Honey-Is-Cool-Early-Morning-Are-You-Working/release/1250012. Läst 15 januari 2012.
2. ↑  ”There's No Difference”. Discogs.com. http://www.discogs.com/Honey-Is-Cool-Theres-No-Difference/release/1250018. Läst 15 januari 2012.